# Rain (40 Below Summer)
Rain è un EP della band nu metal 40 Below Summer. È stato dato alle stampe dalla Crash Music Inc. nel 2007, dopo essere già stato pubblicato indipendentemente nel 2000, prima di associarsi alla London-Sire Records.

## Tracce
1. Falling Down
2. Endorphines
3. Letter to God
4. Faces
5. Jonesin
6. We the People (Demo)
7. Wither Away (Demo)
8. Smile Electric (Demo)
9. Rope (Demo)
10. Power Tool (Demo)
11. Minus One (Demo)
12. Still Life (Demo)

## Formazione
- Max Illidge – voce
- Joey D'Amico – chitarra
- Jordan Plingos – chitarra
- Hector Graziani – basso
- Carlos Aguilar - batteria